# Plastocerus carinatus
Plastocerus carinatus is een keversoort uit de familie Plastoceridae. De wetenschappelijke naam van de soort is voor het eerst geldig gepubliceerd in 1896 door Champion.